# ارتفاع الانحناء
ارتفاع الانحناء (بالإنجليزية: Height of curvature)‏ يمكن تعريف ارتفاع الانحناء في السن على أنه الخط الذي يحيط السن في أكبر انتياج (بروز) إلى مسار محدد للإدخال. ارتفاع الانحناء هو نفس ارتفاع الكفاف.

## الأهمية
تحدد زاوية انحراف الطعام عن سطح السن بواسطة الكفاف الشدقي والكفاف اللغوي. إذا انحرف الطعام سريعًا فلن يكون لبعض اللثة القدر المناسب من التنبيه. وعلى صعيد آخر إذا انحرف الطعام قليلًا عن السن فسيتم دفع بعضه إلى الفراغ الذي يفصل السن عن اللثة، مما يؤدي إلى التهابات اللثة وأمراض ما حول الأسنان.
في صغار السن يقع الكفاف الشدقي والكفاف اللغوي تحت اللثة لأن الأسنان مازالت غير مكتملة الخروج. وكلما زاد خروج الأسنان بزيادة العمر فإن هذا المنحنى يصبح من السهل رؤيته.
الشكل التاجي للأسنان يساعد على منع أمراض اللثة. وذلك لأنه يسمح بانحراف الطعام على اللثة في زاوية معينة وبالتالي أنسجة اللثة يتم إثارتها وتنظيفها. وشكل السنة يساعد على حركة الطعام من الأسنان إلى اللثة. لذلك فشكل الأسنان مهيأ للقيام بوظيفتها وتنظيفها الذاتي.

## أماكن ارتفاع الانحناء
في السطح الخارجي للأسنان يكون ارتفاع الانحناء في ثلث الأسنان العنقية.
بينما في السطح الداخلي للأسنان الأمامية لكلاً من الطرف العلوي والسفلي يكون ارتفاع الانحناء في ثلث الأسنان العنقية.
بينما في الأسنان الخلفية في الفك العلوي والسفلي يكون ارتفاع الكونتر اللغوي في الثلث النصفي للسطح الداخلي من الأسنان.
بإستثناء الضاحك السفلى الثاني، حيث يكون ارتفاع الانحناء عند السطح الداخلي له في الثلث الإطباقي من السطح الداخلي 
.

## وظائف
يوجد العديد من الوظائف في تجويف الفم
1. يسمح بانحراف الطعام مما يسمح بدرجة مناسبة من التدليك للثة.
2. يمنع تراكم الطعام في الأسنان.
3. تثبيت اللثة تحت ضغط محدد.
4. حماية اللثة المحيطة بالسن.
5. يكون نقطة اتصال بين الأسنان، حيث يتقابل الجانب الأنسي والجانب الوحشي للأسنان المتقابلة.

في عمل الأسنان التصالحي لابد من الحفاظ على شكل الأسنان لكي تقوم بوظائفها الطبيعية.

## نمو غير صحيح لارتفاع الانحناء
يحدث انحسار اللثة في حالة نمو الانحناء بمعدل أقل من الطبيعي. ويحدث تراكم للطعام وعدم إثارة اللثة والتهابات مزمنة باللثة في حالة نمو الانحناء بمعدل أعلي من الطبيعي.